# Erica Sullivan
Erica Sullivan (Los Angeles, 9 de agosto de 2000) é uma nadadora estadunidense, medalhista olímpica.

## Carreira
Sullivan conquistou a medalha de prata nos Jogos Olímpicos de Verão de 2020 em Tóquio na prova de 1500 m livre com a marca de 15.41.41.